# Onychoprion
Onychoprion è un genere di uccelli caradriformi della sottofamiglia Sterninae, nella famiglia Laridae.

## Descrizione
Le specie appartenenti a Onychoprion sono sterne di medie dimensioni dal piumaggio bruno sul dorso. Tre delle quattro specie vivono nelle regioni tropicali, mentre una (Onychoprion aleuticus) vive in zone subpolari ma migra a sud per l'inverno.

## Specie
Questo genere era fino a poco tempo fa compreso nel genere Sterna. Le specie che lo compongono sono 4:
- Onychoprion
  - Onychoprion aleuticus
  - Onychoprion anaethetus
  - Onychoprion fuscatus
  - Onychoprion lunatus